# Ленинский комсомол (серия турбоходов)
«Ле́нинский комсомо́л» — серия из 25 однотипных океанских турбоходов проекта 567 и 567К, по назначению — многоцелевых сухогрузов твиндечного типа. Суда серии «Ленинский комсомол» — это первые турбоходы торгового флота СССР.
Эта серия судов получила наименование от названия первого судна в серии — турбохода «Ленинский комсомол», который был заложен 25 сентября 1957 года и был сдан к эксплуатацию 23 декабря 1959 года. Последнее построенное судно в этой серии получило название «Парижская коммуна», которое сдали в эксплуатацию 17 декабря 1968 года. Это третья серия по количеству судов, эксплуатируемых в советское время в Черноморском морском пароходстве. Среди судов этой серии газотурбоход «Парижская коммуна» — первое судно советского торгового флота с гребным винтом регулируемого шага (ВРШ) и самый крупный в мире газотурбоход на момент спуска на воду.
Данный тип судов очень хорошо зарекомендовал себя на трансатлантических перевозках. Великолепные скорость, манёвренность и мореходные качества заставили обратить внимание иностранных специалистов на конструкцию этого типа судов.

## История

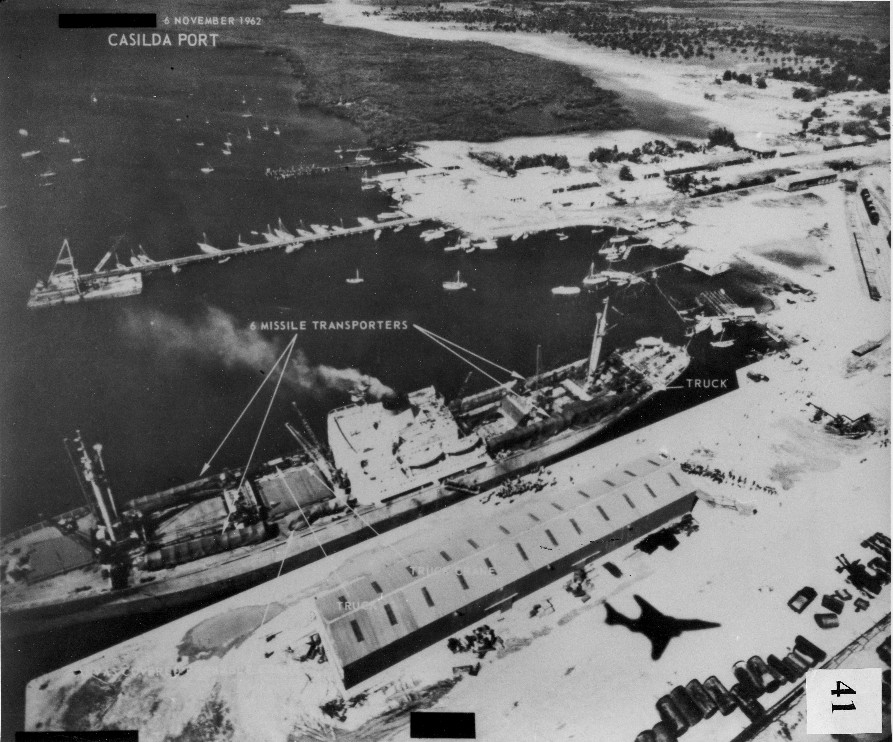
Турбоход «Физик Курчатов» в порту Касильда. На причале видна тень от RF-101 «Вуду», самолёта-разведчика, сделавшего снимок

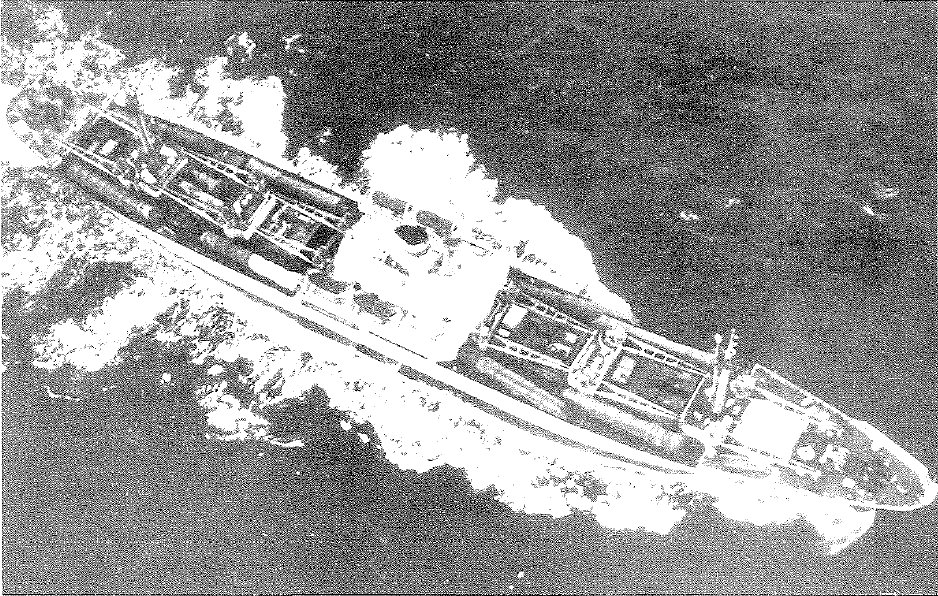
Турбоход «Металлург Аносов» с палубным грузом — восемь ракетных транспортёров с ракетами, покрытыми брезентом. Период Карибского кризиса (блокада Кубы), 7 ноября 1962 года. Фото с самолёта ВМС США. Фотография из музея США

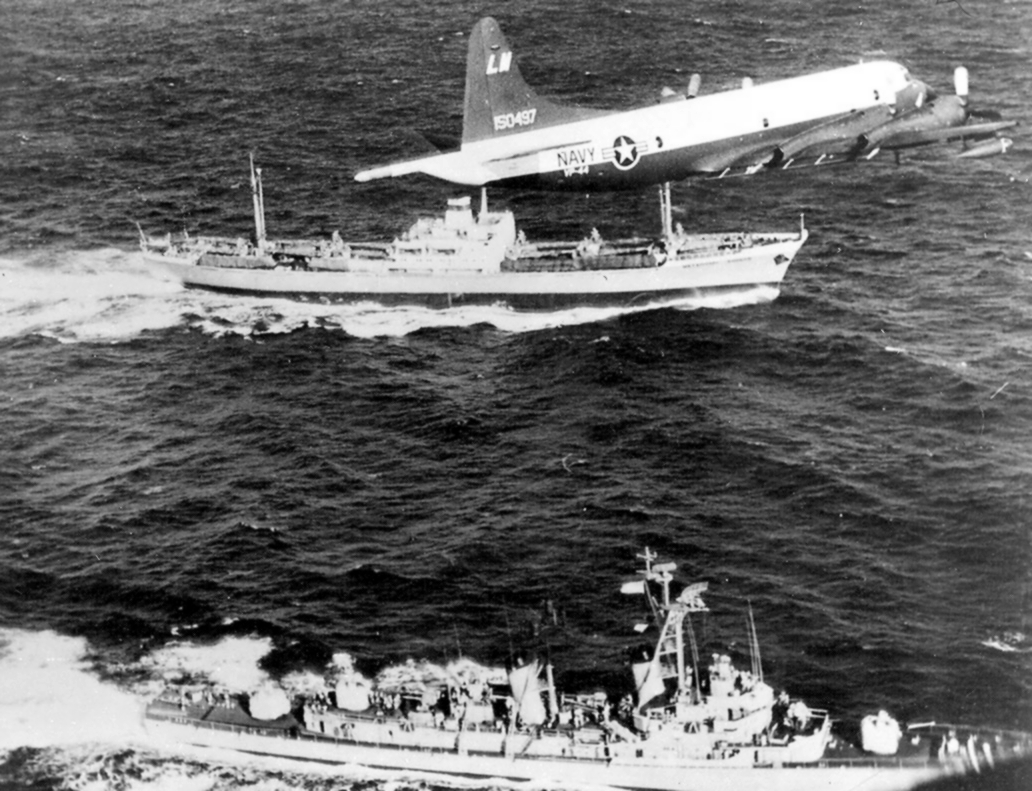
Советское торговое судно «Металлург Аносов» (блокадный бегун) идёт курсом на Кубу. Параллельным курсом идёт эсминец ВМС США Barry (DD-933), над ними пролетает самолёт Lockheed P-3A-20-LO «Orion» (BuNo 150497) патрульной эскадрильи VP-44. Карибский кризис, 10 ноября 1962 года. Фото с самолёта ВМС США, U.S. Navy National Museum of Naval Aviation

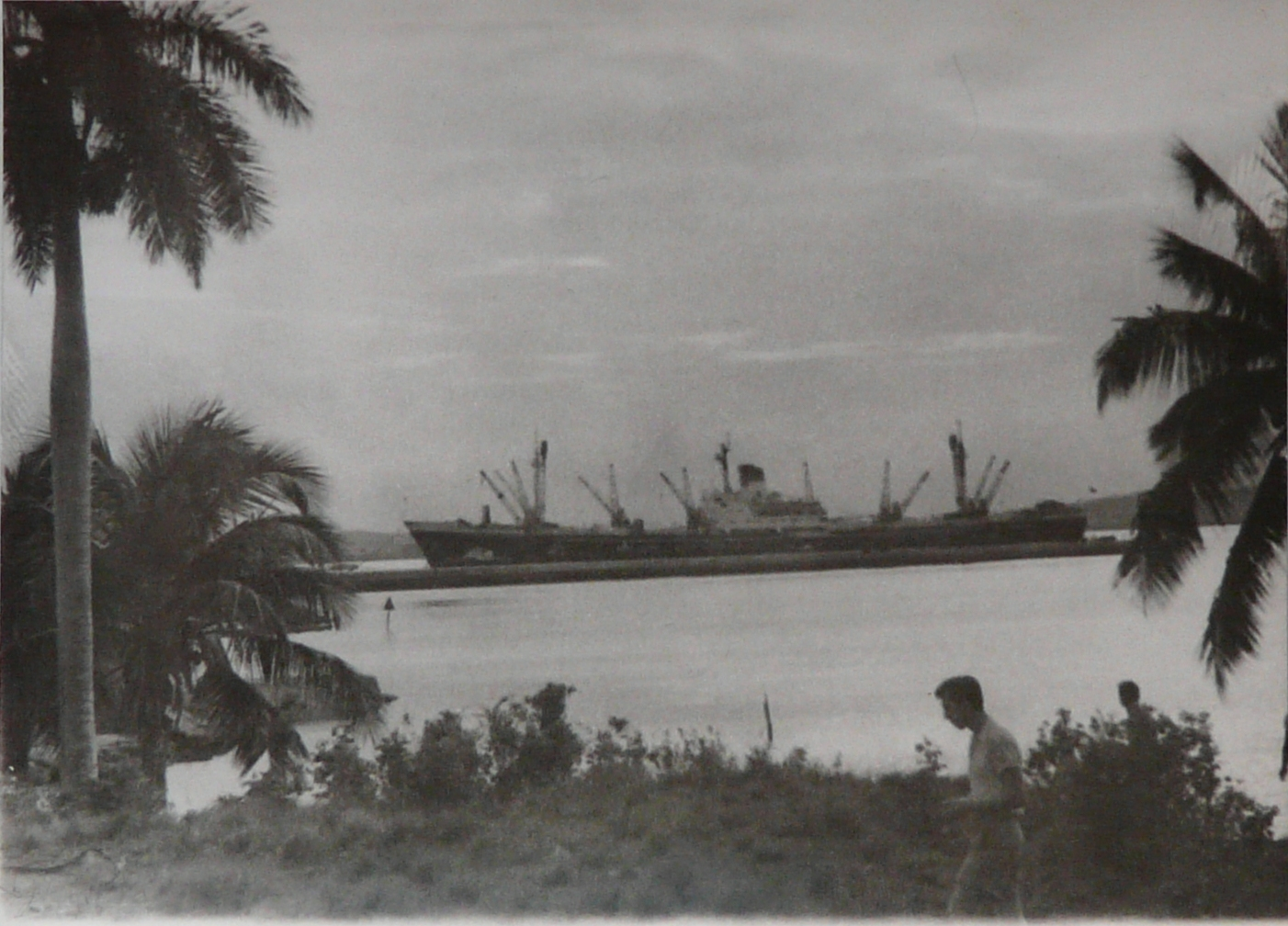
Турбоход «Металлург Аносов» на Кубе в процессе грузовых операций. Фотография сделана между июлем 1964 года и сентябрём 1967 года

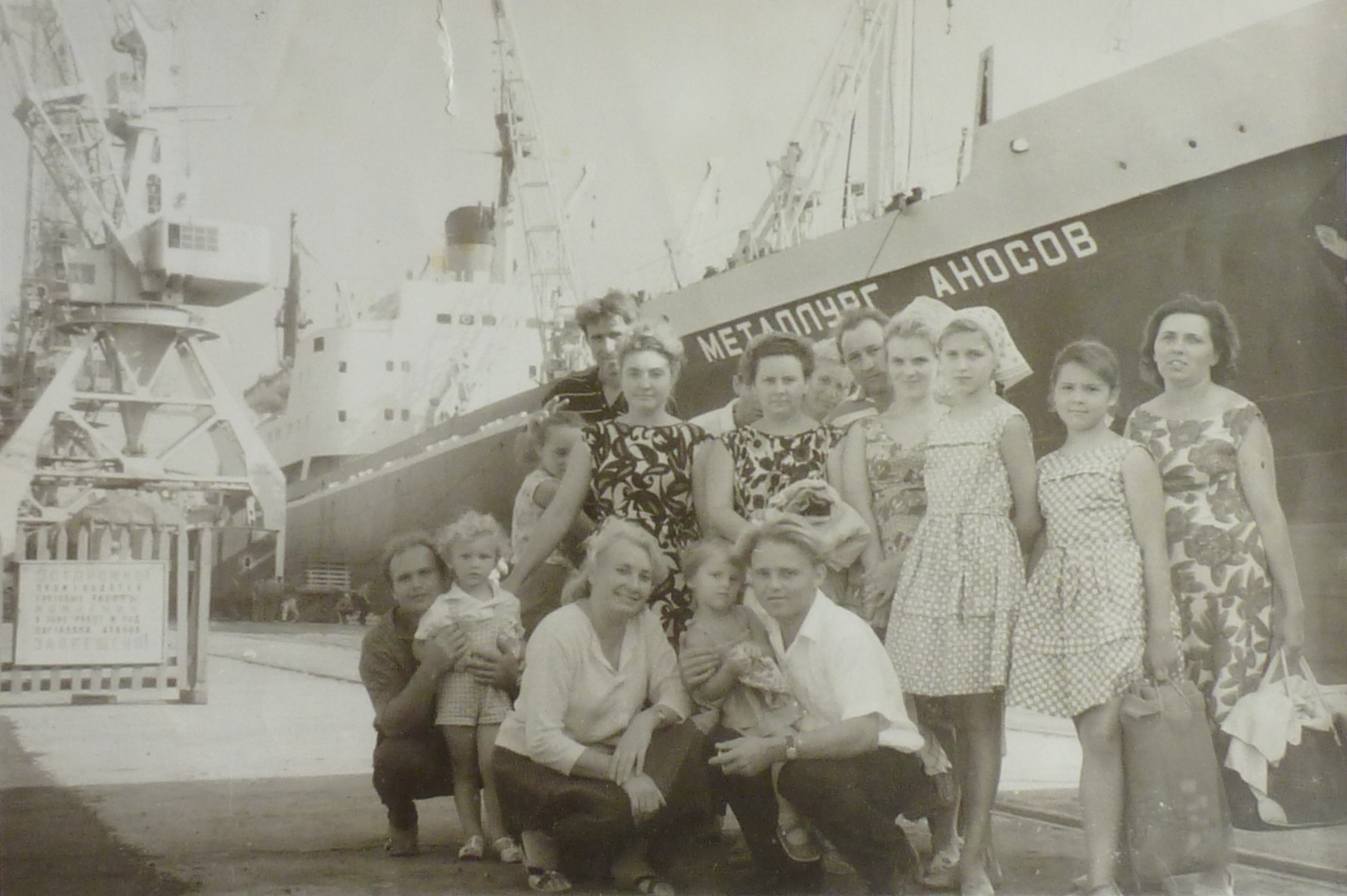
Турбоход «Металлург Аносов», некоторые члены экипажа и их семьи (фото из личного архива). Лето 1964 года. После возвращения из рейса Находка — Япония — Австралия

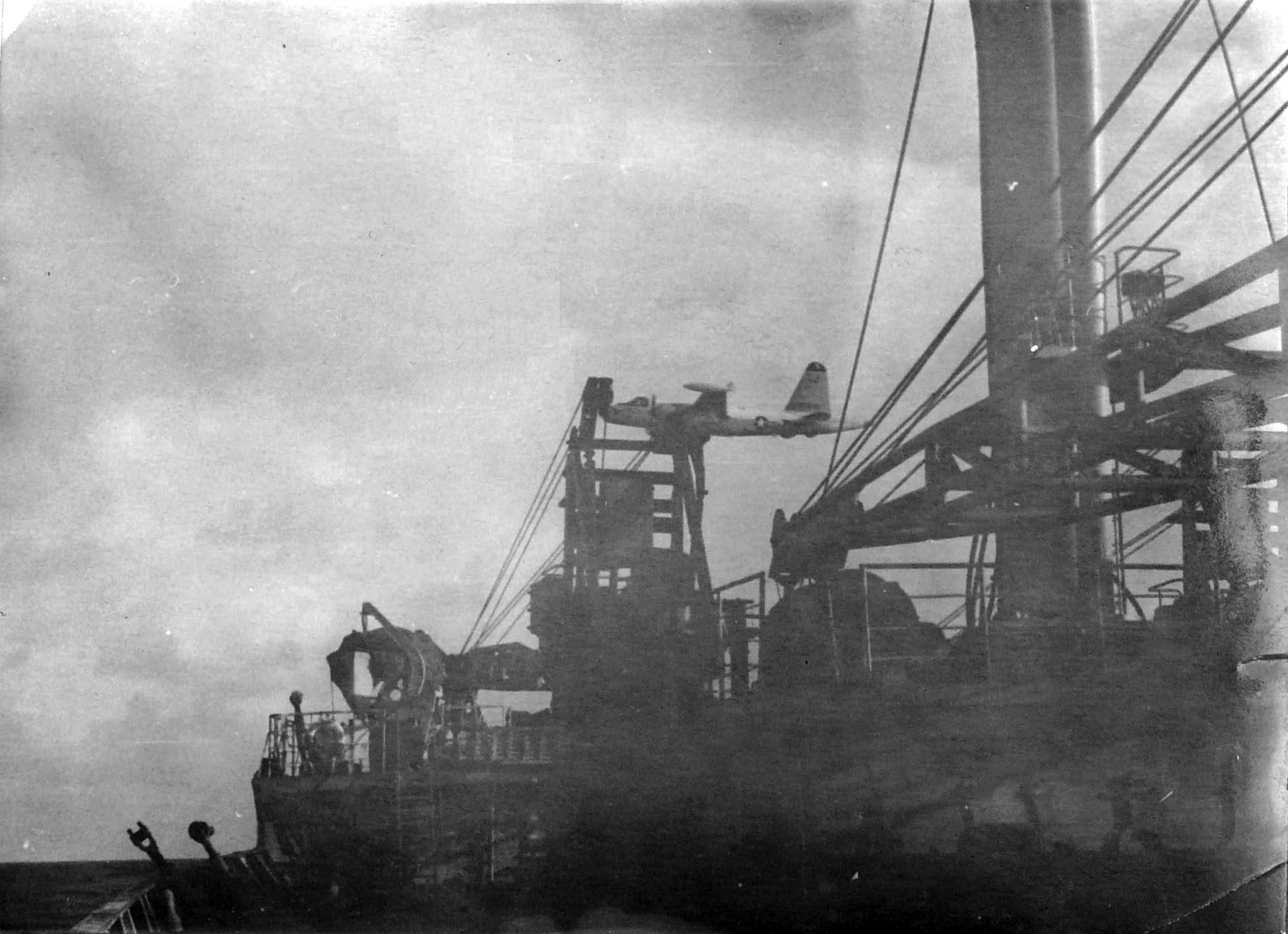
Патрульный самолёт американских военно-морских сил над кормой турбохода «Металлург Аносов». Фотография сделана в июне или июле 1964 года. На подходах к Кубе. На корме установлена рабочая шлюпка для работ за бортом по покраске корпуса

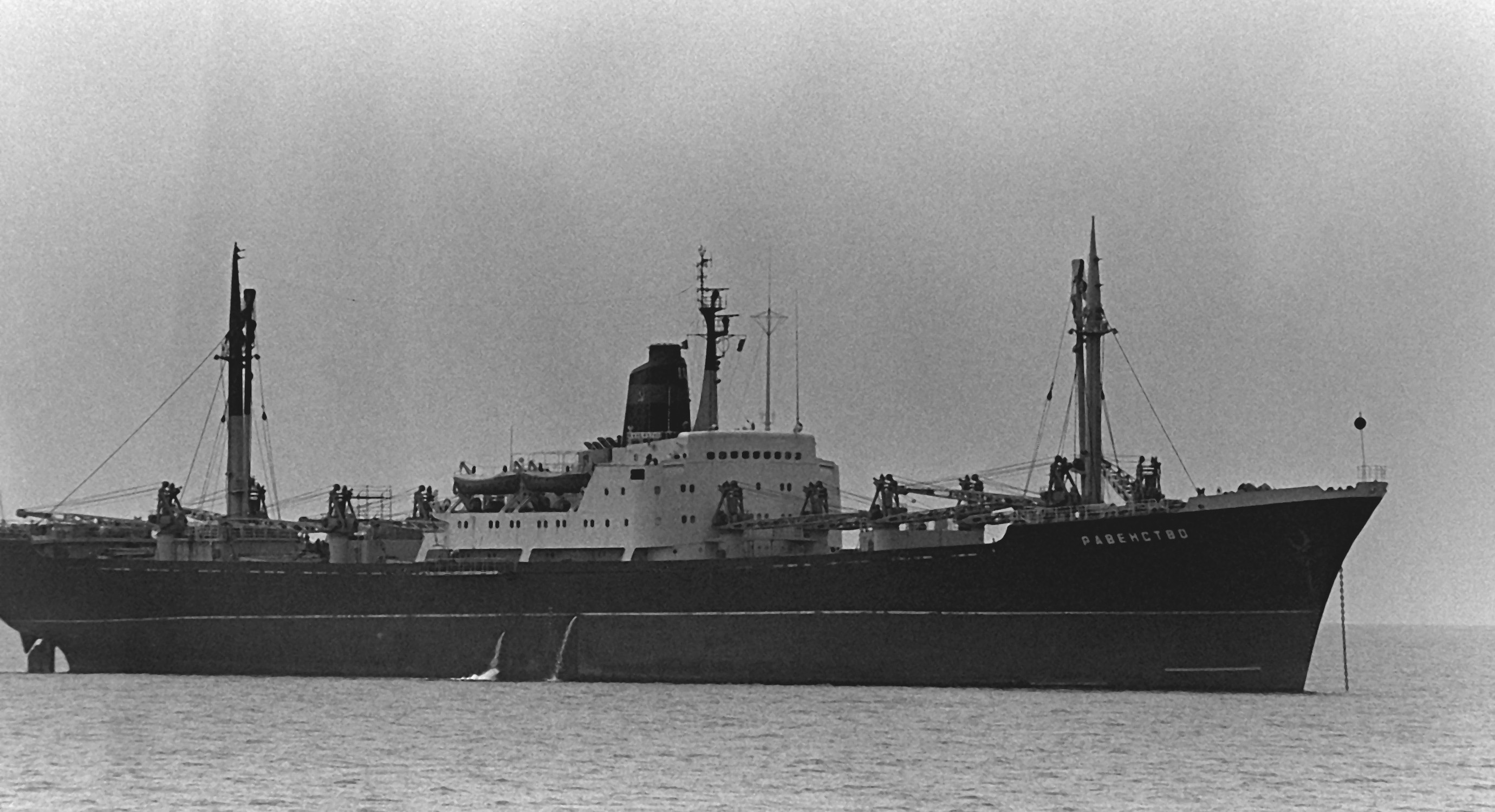
Турбоход «Равенство» на якоре. Июль 1979 года

Проект 567 разработали на Центральном конструкторском бюро «Черноморсудопроект» (ЦКБ ЧСП города Николаев).

Главные конструкторы: Бохоневич К. И. (до 1956 года), Сидоров Б. К. (1956—1961 годов), Сибирь Ф. В. (с 1961 года)

Суда этой серии проектировали для использования:
1. В качестве торговых судов в мирное время.
2. В качестве «блокадных бегунов» в случае блокады дружественных государств.
3. В случае войны в качестве быстроходных войсковых транспортов после их мобилизации, вооружения и включения в состав Военно-Морского флота СССР.

Серию строили в 1959—1968 годы по программе модернизации торгового флота СССР на Херсонском судостроительном заводе — 20 судов, и Николаевском судостроительном заводе им. Н. И. Носенко (позднее — Черноморский судостроительный завод) — 5 судов.
Строительство судов типа «Ленинский комсомол» не было случайным эпизодом в развитии отечественного кораблестроения. История отечественных судов двойного назначения начинается в эпоху парусного и колёсного парового флота. Поражение России в Крымской войне 1853—1856 годов и запрещение России по условиям Парижского конгресса 1856 года содержать военный флот на Чёрном море привело к расширению практики постройки коммерческих пароходов повышенной прочности и скорости, ходившими в мирное время под вымпелами Русского общества пароходства и торговли (РОПиТ), Добровольного флота (Доброфлот) и других судоходных предприятий Российской империи. Это позволило быстро мобилизовать в Российский императорский флот около 200 торговых судов на одном только Чёрном море после начала Первой мировой войны.
В советскую историческую эпоху и в более сжатые сроки советские судостроители успешно освоили постройку нескольких типов быстроходных океанских транспортных судов двойного назначения и приступили к их серийному выпуску. Серия твиндечных грузовых турбоходов типа «Ленинский комсомол» дедвейтом 16 тысяч тонн, с шестью трюмами была построена в Николаеве и Херсоне, что свидетельствует о мастерстве черноморских судостроителей и о возросшем уровне судостроения в СССР. Суда, в основном, эксплуатировались в Черноморском морском пароходстве (ЧМП), порт приписки — Одесса. В начале 1980-х годов в Черноморское морское пароходство входило около 270 судов дальнего плавания и оно считалось самым большим в мире пароходством по количеству судов, благодаря серийному и массовому строительству судов в 1960-х и 1970-х годах.
Обычно серию однотипных судов называют именем первого построенного судна. Первым был спущен со стапелей сухогруз «Ленинский комсомол», что и дало название всей серии. Первое судно получило название «Ленинский комсомол» в связи с тем, что несомненно заинтересованный в строительстве подобных судов КГБ СССР в то время последовательно возглавляли бывшие комсомольские руководители Шелепин А. Н. и Семичастный В. Е. (Смотри статью Шелепинцы — бывшие комсомольские работники работавшие в КГБ СССР и ЦК КПСС: Семичастный В. Е., Месяцев Н. Н. и др.).
Суда серии «Ленинский комсомол» использовались в качестве «блокадных бегунов» для прорыва блокады Кубы во время Карибского кризиса и в том числе в операции «Анадырь»). 57 судов Черноморского морского пароходства принимали участие в прорыве блокады Кубы. А из Ленинградского, Северного, Рижского и Дальневосточного пароходств принимало участие 34 судна.
Турбоходы типа «Ленинский комсомол», которые перевозили технику и личный состав в период операции «Анадырь» на Кубу: «Физик Вавилов», «Химик Зелинский», «Металлург Бардин», «Металлург Аносов», «Физик Курчатов», «Металлург Байков», «Металлург Курако», «Ленинский комсомол», «Юрий Гагарин». Режим погрузки был жёсткий. Личный состав, оказавшись в районе порта, уже не имел права выйти за пределы. Район порта охранялся спецподразделением. Всякая связь с внешним миром пресекалась. Все это распространялось и на экипажи судов, включая капитанов. Остро стояла проблема размещения личного состава. Трюмы набивались людьми, как бочки селёдкой, а ведь более 20 суток солдатам, сержантам придётся находиться в раскалённой солнцем стальной коробке, и только ночью им разрешат по 20-25 человек выходить на палубу, чтобы глотнуть свежего воздуха. Не каждому под силу был этот долгий путь. Были болезни и даже смерти во время перехода. Хоронили их по морскому обычаю.
Одним из сложных элементов была разгрузка огромного контингента войск и боевой техники с судов, как правило, в ночное время суток, скрытно.
Операция «Анадырь» — крупнейшая после Второй мировой войны, не имевшая аналогов в военном искусстве, беспримерная и непревзойдённая, уникальная военная акция по степени достижения цели, по выполнению оперативно-стратегической задачи, по минимизации потерь личного состав и боевой техники. Сама операция проводилась в условиях строгой секретности под видом стратегических учений с перебазированием войск и боевой техники морем из различных районов Советского Союза на Север. Всё, что связано с операцией «Анадырь», хранилось в глубокой тайне более 30 лет. Вся система управления войсками осуществлялась только устными распоряжениями, в крайнем случае, шифровками. И не было ни одного случая утечки информации.
В ноябре 1962 года согласно договорённости между США и СССР пришлось вывозить советские ракеты с Кубы. Только девять советских сухогрузов были выделены для перевозки ракетных комплексов и личного состава назад в СССР и из них три судна были типа «Ленинский комсомол» — «Ленинский комсомол», «Физик Курчатов» и «Металлург Аносов».
В дальнейшем суда этой серии использовали для доставки военных грузов в Республику Конго, Анголу, Вьетнам и другие страны, находившиеся в зоне военных конфликтов во время Холодной войны.
В 1985—1986 годах три судна серии были переданы ВМФ СССР для использования в качестве больших морских сухогрузных транспортов. Одно из этих судов «Равенство», которое передали ВМФ СССР в 1985 году. И ещё два «Академик Шиманский» и «Ленинский пионер» передали ВМФ СССР в 1986 году.

## Тактико-технические данные (ТТД)[1]
Внешне первые суда этой серии с грузовыми стрелами похожи на американские суда серии «Mariner» построенные в 1950-х годах, — двухпалубное (твиндекер) трехостровное, со средним расположением МО и жилой надстройки, с наклонным носом и крейсерской кормой, но при той же приблизительно длине меньшей ширины.
Тип судна: многоцелевой сухогруз твиндечного типа.

Тип судна согласно СЭУ: турбоход — первые 24 судна были паро-турбоходы, последнее судно этой серии «Парижская Коммуна» было газо-турбоходом).

Назначение: перевозка генеральных и зерновых грузов.
Район плавания: неограниченный.

Дальность плавания: 12000 миль
Водоизмещение — 22225 т (первого судна в серии)

Валовая вместимость: 11926 т

Дедвейт: 16185 т

Брутто-регистровый тоннаж (БРТ) — 13270 регистровых тонн

Нетто-регистровый тоннаж (НРТ) — 6866 регистровых тонн

### Корпус судов серии «Ленинский комсомол»
- Длина: от 169,9 до 179 м
- Ширина: от 21,8 до 22,6 м
- Высота борта на миделе: от 12,9 до 16 м
- Осадка: от 9,73 м до приблизительно 12 м

Размерения (длина, ширина, высота борта, осадка и т. п.) и тоннаж (вместимость, дедвейт, БРТ и НРТ) судов этой серии различались незначительно (длина до 10 м), но форма корпуса судна и пропорции соблюдались.
Для судов серии «Ленинский комсомол» был разработан новый корпус с улучшенными обводами. Корпуса судов серии получились столь удачными, что в дальнейшем эти же обводы применялись для постройки последующих серий судов торгового флота СССР. Это суда серий «Славянск», «Капитаны» — на них перемещали надстройку, проектировали вместо 6 трюмов — 5 большего размера и т. д.
Каждое последующее, начиная с первого «Ленинского комсомола», судно этой серии совершенствовалось и улучшалось. Так, если первые суда серии были оснащены грузовыми стрелами, то с 1961 года на суда стали ставить судовые грузовые краны. Но корпус, расположение надстройки, стандерсов, количество трюмов — оставались неизменным.

### СЭУ
Место постройки всех силовых установок для судов этой серии: Кировский завод (г. Ленинград, СССР).

Мощность: 13 000/14 300 л. с.

У судна «Ленинский комсомол», первого судна в этой серии, скорость 18,2 узла.
Скорость максимальная остальных судов этой серии: с грузом — 19,2, в балласте — 20,4 узла — больше, чем у обычных торговых судов того времени.
На судах этой серии, кроме газотурбохода «Парижская коммуна», в качестве судовой энергетической установки стоял турбозубчатый агрегат «ТС-1», состоящий из двухкорпусной турбины и редуктора, питаемый 2 мазутными котлами производительностью 25 тонн пара в час, давлением в 42 атмосферы и температурой в 470°С. Турбина имела мощность 13000 л. с., выдавая 1000 оборотов в минуту на полном ходу. Редуктор понижал это число до 100 об/мин на валопроводе к винту. Четырёхлопастный гребной винт из бронзы имел диаметр 6,3 метра. Процессы управления котлами и турбиной были автоматизированы.
Случались частые поломки турбины при больших оборотах винта. Если ломалась хоть одна лопасть турбины на полном ходу, то судно получало толчок такой силы, что люди находившиеся на палубе часто валились с ног, а работавшие на высоте падали и травмировались. Повышенный расход топлива при больших оборотах турбины в условиях растущих цен на топливо делало эксплуатацию судна чересчур затратной. Поэтому появилась градация скоростей:
- максимальная скорость — проектная скорость, которую могло развить судно в случае экстренной необходимости (например: с целью уйти от преследования; вовремя прийти в порт назначения);
- эксплуатационная скорость — скорость, при которой судовая энергетическая установка не получала повреждений;
- экономическая скорость — скорость, которая была как выгодна с экономической точки зрения, так и с учётом предотвращения повреждений в машинном отделении.

Преимущества паровой турбины

Отчётные данные нескольких крупнейших судоходных компаний показывают, что даже при хорошей организации ремонтных работ, связанных с эксплуатацией ДВС, и портового обслуживания танкеры-теплоходы теряют за год около 20 суток ходового времени, по сравнению с пароходами, оборудованными СЭУ с паровыми турбинами. Продолжительность ремонта турбозубчатого агрегата (ТЗА) в 1,5…2,7 раза меньше, чем длительность ремонта ДВС, а стоимость ремонта — вдвое ниже. За последние годы расход топлива на турбоходах снижен до 225 г/э.л. с.·ч. У дизелей он пока застрял на показателе 165 г/э.л. с.·ч. Что же касается турбин на тепловых электростанциях (ТЭЦ), то там этот показатель уже доведён до 160 г/э.л. с.·ч. Прослеживаются пути и дальнейшего совершенствования паровых турбин. Это повышение давления пара перед турбиной, которое постепенно наращивается. Случаи применения более высоких параметров пара на морских судах пока относительно редки.
Немецкая фирма «Ховальтсверке» много лет занималась строительством паротурбинных ЭУ для сухогрузных судов и танкеров. Проектируемые фирмой ТЗА имели номинальную мощность 10000 э.л. с.; максимальную — 11000 э.л. с. Установка имела в своём комплекте турбину высокого давления и турбину низкого давления (ТВД и ТНД); давление пара перед ТВД 43 ата; его перегрев 443 °С.
Отечественное турбостроение всегда находилось на высоком мировом уровне. В середине XX века ленинградский Кировский завод строил ТЗА мощностью 13 000 э.л. с. для судов грузоподъёмностью 10000 тонн. Такая турбина была установлена на сухогрузе (турбоходе) «Ленинский комсомол». Характеристики этого ТЗА весьма высоки: мощность номинальная, подаваемая на гребной вал — 13000 э.л. с. (максимальная — 14300 э.л. с.); частота вращения гребного винта — 100 об/мин. Агрегат весил на две тонны меньше, чем ТЗА фирмы «Ховальтсверке» аналогичной мощности.
В 1959—1965 годах в Советском Союзе была принята программа постройки танкеров грузоподъёмностью 25000 тонн со скоростью хода 18 узлов. Для них был спроектирован ТЗА мощностью 19000 э.л. с., после чего ленинградский Кировский завод приступил к их постройке. Эти ТЗА имели номинальную мощность 19000 э.л. с. (максимальная — 20900 э.л. с.), при этом частота вращения гребного винта составляла 110 об/мин. По сравнению с мировыми аналогами характеристики наших ТЗА были весьма высокими.
Газотурбоход

На последнем из этой серии судне «Парижская коммуна», построенном в 1968 году, поставили собранную на Кировском заводе в Ленинграде газотурбинную установку ГТУ-20 мощностью 13000 л. с., что давало возможность развивать скорость до 19 узлов. На то время это был самый крупный в мире газотурбоход в торговом флоте.

### Грузовые помещения и грузовое устройство, скорость грузовых операций и сохранность грузов
6 грузовых трюмов, в каждом трюме твиндек, общей вместимостью 19925 м³ (киповая), 23355 м³ (зерновая).
Просвет люка трюма составлял 10 на 10 м.
Суда серии отличались между собой типом и количеством грузовых устройств, так как с 1961 года суда этой серии начали оснащать советскими кранами. Только четыре первых судна этой серии были вооружены только грузовыми стрелами. Начиная с 1961 года все остальные суда этой серии оснащались грузовыми кранами сделанными в СССР.
1-й вариант — судно с грузовыми стрелами:
- 20 лёгких грузовых стрел грузоподъёмностью 16 × 5,0 т и 4 × 10,0 т — на трюма № 1 и № 6 было по 2 стрелы, а на остальные 4 трюма по 4 стрелы. Стрелы с лебёдками, автоматизированные, наподобие крана, и управляющиеся одним человеком), которые могли работать на телефон (работа двумя спаренными грузовыми стрелами).
- 2 тяжеловесные грузовые стрелы грузоподъёмность по 60,0 т.
- 5 мачт, четыре из которых Л-образной конструкции для крепления грузовых стрел и одна над жилой настройкой в центре судна.
- 2 пары грузовых колон для крепления грузовых стрел.

2-й вариант — судно с грузовыми кранами и с 2 тяжеловесными стрелами:
- 12 грузовых электрических кранов типа «КЭ-26» грузоподъёмностью по 5,0 т — по 2 крана на каждый трюм.
- 2 тяжеловесные грузовые стрелы грузоподъёмностью по 60,0 т.
- 3 мачты: одна над жилой настройкой в центре судна и 2 мачты для крепления тяжеловесных грузовых стрел.

Для оптимизации погрузочно-разгрузочных работ на судах серии «Ленинский комсомол» в ходе их строительства внедрялись все самые последние судостроительные нововведения, в частности:
- Первые суда серии были оснащены стрелами. С появлением судовых кранов с 1961 года на суда этого типа стали устанавливать краны.
- Двойные открытия (две секции крышек) для каждого люка грузового трюма (всего каждый сухогруз имел 6 трюмов);
- Суда этого типа были твиндекерами, то есть имели твиндеки в грузовых помещения (в трюмах). Причём, металлические крышки твиндечных просветов были с механическим приводом. Они открывались и закрывались с помощью свистовов и лебёдок, что значительно ускоряло этот некогда трудоёмкий процесс (на судах старых типов крышки твиндечных просветов были понтонного типа). * При создании сухогрузных судов твиндечного типа кораблестроителей беспокоила вероятность повреждения грузов от сырости, которая особенно велика в тропических широтах. В связи с этим на сухогрузах «Ленинский комсомол» начали устанавливать систему осушения воздуха в трюмах. Эта установка засасывала при помощи нескольких вентиляторов наружный воздух, осушала его и направляла по трубопроводам в трюмы.[12]
- Четыре турбохода из серии «Ленинский комсомол» были специально оборудованы для перевозки войск и вооружения, в том числе ракет дальнего действия. Один из них — «Металлург Аносов».[5]

### Возможность самозащиты
На судах типа «Ленинский комсомол» в случае мобилизации предусматривалась размещение зенитных установок на поворотных местах демонтированных грузовых кранов.
Способность развить высокую скорость давала возможность быстро уйти от преследования или своевременно покинуть опасный район.

### Экипаж и условия для членов экипажа
Экипаж: первоначально от 51 чел. (запасных мест — 10) до 48 человек, меньше на последних судах серии. В конце 1960-х годов началось сокращение экипажей торговых судов, которое продолжалось до 1990-х годов. Поэтому к концу своей жизни каждый турбоход из серии «Ленинский комсомол» имел экипаж не более 25 человек, то есть вдвое меньше, чем первоначально. Каюты первоначально на судах были одно-, двух- и четырёхместные, а в 1970-х годах все 4-местные превратили в двухместные.
Первые разработки судовых систем кондиционирования воздуха в Советском Союзе относятся к 1957—1958 годам, когда заводах Советского Союза был создан первый радиатор кондиционера и были построены первые в стране морские и крупные речные суда с комфортным кондиционированием воздуха, в том числе первый в этой серии сухогруз «Ленинский комсомол».

## Список судов проекта 567 и 567K, тип «Ленинский комсомол»[1][14][15]
Сразу после постройки все суда, кроме судна «Парижская Коммуна» были переданы Черноморскому морскому пароходству ММФ СССР.

### Херсонский судостроительный завод
| Официальн. № Регистровый № Позывной IMO номер | Название судна Английское название судна Скорость с грузом / балласте Грузовое вооружение | Дата закладки Спуск на воду Сдали заказчику Сломан, потерян | Водоизмещение Дедвейт Валовая вмест. GRT / NRT | Длина х Ширина Высота борта Осадка с грузом Осадка в балласте | История судна |
| 1201 М-22384 UQIM 5206166                     | Ленинский комсомол Leninskiy Komsomol 18,2 узла / ? Грузовое вооружение — стрелы          | 25.09.1957 11.04.1959 23.12.1959 1988                       | 22200 мт 15980 мт 11094 (12017) мт ? / ?       | 169,9 х 21,8 м 12,9 м 9,73 м ?                                | 31.01.1986 переименован Черноморским морским пароходством в Унгур. В 1988 году списан и продан на разделку, место неизвестно. Разделан в 1988 году. |
| 1202 М-22511 UWQU 5233468                     | Металлург Байков Metallurg Baykov ---------- Грузовое вооружение — стрелы                 | ? 24.07.1960 1985                                           | ? 16020 мт 11094 (12017) мт ? / ?              | ? / ?                                                         | Разделан в Валенсии в 1985 году. |
| 1203 ? UERM 5233482                           | Металлург Курако Metallurg Kurako 19 узлов Грузовое вооружение — краны                    | ? 02.11(21.01).1961 15.11.1986                              | ? 16003 мт 11243 мт 12285 /                    | 169,9 х 21,8 м ? 9,7 м ?                                      | B 1986 году продан ЧМП (СССР) Furusawa Kozei Co. Ltd, которая начала ломать судно на металлолом в Этадзиме (Япония) 15 ноября 1986 года. |
| 1204 ? URDO 5397111                           | Юрий Гагарин Yuriy Gagarin ---------- Грузовое вооружение — краны                         | 20.12.1959 22.04.1961 30.06.1961 …                          | ? 12285 /                                      | ?                                                             | В 1986 году СССР продало судно Zuru Maritime Co. Lt., Каймановы острова и турбоход переименован в Yuriy. 2 июля 1986 года турбоход прибыл в Гаосюн (Тайвань) и разделан компанией Sing Cheng Yung Iron & Steel Co. |
| 1205 ? URDP 5233470                           | Металлург Бардин Metallurg Bardin ---------- Грузовое вооружение — краны                  | ? 17.10.1961 1986                                           | ? 16249 мт 11206 ? / ?                         | ? / ?                                                         | 6 июня 1986 года переименован в Bardin (флаг Великобритании), разделан в Гаосюне в 1986 году. |
| 1206 ? UYOK 5186366                           | Хирург Вишневский Khirurg Vishnevsky ---------- Грузовое вооружение — краны               | ? 28.12.1961 …                                              | ?                                              | ? / ?                                                         | В 1986 году переименован в Khirurg (флаг неизвестен), разделан в Гаосюне в июне 1986 года. |
| 1207 ? UYOL 5186330                           | Химик Зелинский Khimik Zelinsky ---------- Грузовое вооружение — краны                    | ? 08.04.1962 06.06.1994                                     | ?                                              | ? / ?                                                         | 19.09.1980, во время блокады ряда судов ЧМП в районе Басры в период ирано-иракской войны был повреждён ракетой и после этого ММФ, чтобы не подвергать и далее моряков опасности, списало их и моряки были отправлены домой. А для охраны судна были наняты местные вотчмана, но через некоторое время. ввиду отсутствия видимой перспективы вывода судна из блокады, приняли решение отказаться от судна и списать его. Поэтому позднее на металлолом уже уводили местные. Разделан 06.06.1994 |
| 1208 ? UYOM 5404093                           | Физик Курчатов Phizik Kurchatov ---------- Грузовое вооружение — краны                    | 20 Март 1961 ? Июнь 1962 …                                  | 22225 мт 16247 мт ?                            | 170 х 22,0 м ?                                                | В 1986 году переименован в Kurchat (флаг неизвестен), разделан в Гаосюне в 1986 году. |
| 1209 М-27552 USMW 5233456                     | Металлург Аносов Metallurg Anosov ---------- Грузовое вооружение — краны                  | ? 29.09.1962 1986                                           | ? 16251 мт ?                                   | 179 х 22,6 м 16 м ?                                           | 21.03.1986 переименован в Anosov с портом приписки Джорджтаун, в мае 1986 списан, разделан в Циньхуандао в 1986 году. |
| 1210 ? UKJA 5196426                           | Красная Пресня Krasnaya Presnya ---------- Грузовое вооружение — краны                    | ? 16.12.1962 ? / ?                                          | ?                                              | ? / ?                                                         | В 1986 переименован в Krasnaya (флаг неизвестен), разделан в Гаосюне в 1986 году. |
| 1211 ? UKER 5367283                           | Трансбалт Transbalt ---------- Грузовое вооружение — краны                                | ? 29.12.1962 ? / ?                                          | ?                                              | ? / ?                                                         | В 1986 переименован в Orion (флаг неизвестен), разделан в Гаосюне в 1986 году. |
| 12 ? ULZB 5406338                             | Красный Октябрь Krasnyi Oktyabr ---------- Грузовое вооружение — краны                    | ? 23.05.1963 ? / ?                                          | ?                                              | ? / ?                                                         | В 1986 переименован в Krasnyy (флаг неизвестен), разделан в Гаосюне в 1986 году. |
| 1213 ? ULZD 5425736                           | Валентина Терешкова Valentina Tereshkova ---------- Грузовое вооружение — краны           | ? 30.06.1963 ? / ?                                          | ?                                              | ? / ?                                                         | В 1988 году переименован в Valentina (флаг неизвестен), разделан в Китае в 1989 году. |
| 1214 ? UDWH 6401517                           | Равенство Ravenstvo ---------- Грузовое вооружение — краны                                | ? 30.09.1963 ?                                              | ? 16255 мт GT = 11206 мт ?                     | ?                                                             | Продан на разделку в 1991 году, место не известно. |
| 1215 ? UDXU 6405044                           | Братство Bratstvo ---------- Грузовое вооружение — краны                                  | ? 29.12.1963 1985                                           | ? 16230 мт 11509 мт ?                          | ?                                                             | 18 сентября 1984 года в районе Гибралтарского пролива столкнулся с советской подводной лодкой К-53, отбуксирован в Альхесирас на разделку, разделан в 1985 году. |
| 1216 ? UEAM 6412528                           | Свобода Svoboda ---------- Грузовое вооружение — краны                                    | ? 12.03.1964 июнь 1989                                      | ?                                              | ?                                                             | 15 января 1987 года на теплоход «Свобода» было совершено нападение в Малаккском проливе в 50 милях от Сингапура. Группа пиратов в ночное время пробралась на ходу на борт судна с целью ограбления, но экипаж своими силами их нейтрализовал. Разделан в Читтагонге в июле 1989 года. |
| 1217 ? UYBV 6419485                           | Академик Шиманский Akademik Shimansky ---------- Грузовое вооружение — краны              | ? 27.06.1964 1986                                           | ?                                              | ?                                                             | В 1986 году переименован в «Самара» (Тихоокеанский флот СССР). Списан 08.1988 г. и впоследствии разделан (место неизвестно). |
| 1218 ? UYBW 6511154                           | Кремль Kreml ---------- Грузовое вооружение — краны                                       | ? 28.09.1964 1986                                           | ?                                              | ?                                                             | В 1986 году переименован в Krem (флаг неизвестен), разделан в Гаосюне в 1986 году. |
| 1219 ? UTKX 6612001                           | Парижская коммуна Parizhskaya Kommuna ---------- Грузовое вооружение — краны              | 25 июня 1964 декабрь 1965 17.12.1968 1992                   | ?                                              | ?                                                             | В 1991 году переименован в Pariz (флаг неизвестен — перегон) и разделан в Алиаге (Турция) в 1992 году. |
| 1220 ? UYCG 6511116                           | Юный Ленинец Yunyi Leninets ---------- Грузовое вооружение — краны                        | ? 30.12.1964 1990                                           | ?                                              | ?                                                             | Разделан в Читтагонге в 1990 году. |

- 17. АКАДЕМИК ШИМАНСКИЙ —19.08.1988
- 18. КРЕМЛЬ —05.1986

### Николаевский судостроительный завод
| Официальн. № Регистровый № Позывной IMO номер | Название судна Английское название Скорость с грузом / балласте Грузовое вооружение | Дата закладки Спуск на воду Сдали заказчику Сломан, потерян | Водоизмещение Дедвейт Валовая вмест. GRT / NRT | Длина х Ширина Высота борта Осадка с грузом Осадка в балласте | История судна |
| 804 М-22509 UYYU 5115769                      | Физик Вавилов Fizik Vavilov ------- Грузовое вооружение — стрелы                    | ? февраль 1960 ноябрь 1984                                  | 22 000 мт 16032 мт GT = 11094 мт ? / ?         | ? / ?                                                         | Разделан в Хуанпу в 1984 году. |
| 805 М-22526 UYYV 5115757                      | Физик Лебедев Fizik Lebedyev ------- Грузовое вооружение — стрелы                   | ? 1960 1991                                                 | ? ? / ?                                        | ? / ?                                                         | В 1986 переименован в Aragvi (флаг неизвестен), продан на разделку в 1991, Цяньцзинь, Китай. |
| 806 М-22554 UQDP 5120714                      | Фредерик Жолио-Кюри Frederik Jolio-Kyuri ------- Грузовое вооружение — краны        | ? 1961 1989                                                 | ? ? / ?                                        | ? / ?                                                         | В 1988 переименован в Fred (флаг неизвестен), разделан в Аланге (Индия) в 1989 году. |
| 807 М-27565 ULZW 5206178                      | Ленинский пионер Leninsky Pioner ------- Грузовое вооружение — краны                | ? 1962 1987                                                 | ? ? / ?                                        | ? / ?                                                         | В 1986 году передан ВМФ СССР для использования в качестве большого морского сухогрузного транспорта и в этом же году переименован в Колхида. Списан и продан на разделку в 1987 году, вычеркнут из списков Ллойда в 1999 году (смотри Примечание ниже). |
| 808 М-27588 ULZX 6401476                      | Красное Знамя Krasnoe Znamya ------- Грузовое вооружение — краны                    | ? 1963 апрель 1986                                          | ? 16220 мт ? ? / ?                             | ? / ?                                                         | В 1986 году переименован в Krasnое, порт приписки Джорджтаун (Каймановы острова). Разделан в Гаосюне в апреле 1986 года. |

Примечание: Определённые вопросы возникают в связи с судьбой одного судна в этой серии — это «Ленинский пионер», так как даты его разделки и удаления из списков Ллойда не совпадают. Турбоход «Ленинский пионер» вывели из подчинения ММФ СССР и передали в Севастополь Черноморскому флоту в 1986 году. Новый контейнеровоз «Ленинский пионер», киль которого был заложен на верфи 23 января 1987 года, имел иной позывной и ИМО номер. Возникла путаница в вопросе какой пароход был вычеркнут из списков Ллойда в 1999 году, так как с турбоходом-сухогрузом не ясно с годами (в 1987 году продан на разделку и в 1999 году вычеркнут из списков Ллойда) и контейнеровоз был продан Черноморским морским пароходством в 1997 году, но работал в другой стране до марта 2009 года.

## Турбоходы серии «Ленинский комсомол» в фильмах
Козубенко Михаил Якович — советский и украинский кинооператор, работавший с 1953 года на Одесской киностудии, в 1959 году снял научно-популярный фильм «Турбоходы типа „Ленинский комсомол“».